# Лукинская улица
Луки́нская улица — улица в районе Ново-Переделкино (Москва, Западный административный округ).

## Расположение, застройка
Улица начинается от платформы Переделкино, где расположена остановка нескольких автобусов, далее идет вдоль железной дороги, постепенно отдаляясь от неё, своим юго-западным концом упирается в улицу Федосьино. На юго-восток от Лукинской улицы отходят Чоботовская улица и улица Шолохова. По левой (нечётной) стороне улицы, от платформы до Чоботовской улицы, расположен посёлок Чоботы, домам которого присвоены адреса по Чоботовским аллеям и улицам Новые Сады. Таким образом, дома собственно Лукинской улицы с левой её стороны находятся между Чоботовской улицей и улицей Федосьино. Правая сторона улицы долгое время (с начала 1990-х до середины 2000-х) оставалась незастроенной. В настоящее время дома правой стороны построены и заселены.

## Достопримечательности
Во дворе дома № 11 находится храм Благовещения Пресвятой Богородицы в Федосьине (построен в 1854 году, восстановлен в начале 1990-х).
Напротив домов 11 и 13 находится памятник погибшим в годы Великой Отечественной войны. Летом 2020 года рядом с ним также был открыт мемориальный комплекс в память о воинах-интернационалистах, представляющий собой стелу с именами погибших и постамент, на котором установлена боевая машина пехоты.
Напротив дома 14 в 2019 году был разбит новый сквер с всесезонной эстрадой. Работы по благоустройству проходили в рамках программы «Мой район». Сцена в парковой зоне выполнена в виде раскрытой книги (символ книги отсылает к писательскому поселку Переделкино, расположенному рядом), напротив построен амфитеатр. Для отдыха в сквере стоят парковые качели под перголами, столы для игры в шахматы, детские площадки.

## Организации
В доме № 1 находится районное управление социальной защиты населения Ново-Переделкино, в доме № 5 — муниципалитет Ново-Переделкино, в доме № 11 — библиотека № 240.

## Транспорт
По улице следуют автобусы:
| с217: | Новоорловская улица • Новопеределкино • Переделкино • Лазенки                                 |
| с258: | 5-й микрорайон Солнцева • Солнцево • Боровское шоссе • Улица Федосьино                        |
| 296:  | Рассказовка • Новопеределкино • Переделкино • Посёлок Переделкино                             |
| 343:  | Переделкино • Новопеределкино • Новопеределкино • Румянцево (←) • Тропарёво • Юго-Западная    |
| 550:  | Рассказовка • Переделкино                                                                     |
| 579:  | Переделкино • Новопеределкино • Рассказовка (→) • Пыхтино • Аэропорт Внуково • Насосная улица |

«→» — остановки проходятся только при движении в прямом направлении; «←» — остановки проходятся только при движении в обратном направлении.

## Происхождение названия
Улица названа 26 апреля 1988 года в память о селе Лукино, бывшем на этом месте и снесённом при строительстве района в конце 1980-х годов.